# Grigorij Jakovlevics Perelman
Grigorij Jakovlevics Perelman (Григорий Яковлевич Перельман) (Szovjetunió, Leningrád, 1966. június 13. –) orosz matematikus.
Jelentős eredményeket ért el a Riemann-geometriában és a geometriai topológiában. Minden jel szerint igazolta Thurston geometrizációs sejtését. Ha ez valóban így van, akkor ezzel megoldotta a Poincaré-sejtést, ami a matematika egyik legfontosabb és legnehezebb problémája.
2006 augusztusában neki ítélték a Nemzetközi Matematikai Unió egyik Fields-érmét. Ez az egyik legjelentősebb matematikai kitüntetés. Perelman azonban nem vette át és nem is vett részt a Nemzetközi Matematikai Kongresszuson. 2010 júniusában ismét odaítélték neki a Poincare-sejtés hibátlan megoldásáért az egymillió dolláros díjat, de ő ismét nem fogadta el.

## Élete
Zsidó családban született. Édesapja, aki villamosmérnök volt 1993-ban emigrált Izraelbe. Édesanyja a fiával maradt, matematikát tanított egy szakképző iskolában. Grigorij a 9. osztályig egy városszéli iskolába járt, de ötödikes korában a leningrádi úttörőház matematika szakkörébe iratkozott be. Iskolai tanulmányait a Leningrádi 239-es fizikai és matematikai szakos iskolában fejezte be.
1982-ben a budapesti Nemzetközi Matematikai Diákolimpián minden feladatot tökéletesen megoldva aranyérmet nyert. Az 1980-as évek végén kandidátusi fokozatot szerzett a Leningrádi Állami Egyetem Matematikai és Mechanikai karán. Dolgozatának címe „Nyeregfelületek az euklideszi terekben” volt.
Ezután a Szovjet Tudományos Akadémia Sztyeklov Intézetének leningrádi részlegében kezdett dolgozni Alekszandr Danyilovics Alekszandrov és Jurij Dmitrijevics Burago vezetése alatt. A 80-as évek végén és a 90-es évek elején az Amerikai Egyesült Államok számos egyetemén volt vendégkutató. 1996-ban visszatért a Sztyeklov Intézetbe.
Nem szívesen áll az érdeklődés középpontjában. „Nem hiszem, hogy bármit tudnék mondani, ami a nagyközönséget a legkisebb mértékben érdekelné. Nem arról van szó, hogy féltem a privát életemet, vagy hogy titkaim vannak. Nincsenek. Egyszerűen nem hiszem, hogy érdekelném a közönséget.”

## Geometrizáció és a Poincaré-sejtés
2002 őszéig Perelman leginkább a Riemann-geometriában elért összehasonlítási tételeiről volt ismert. Többek között igazolta a Soul-sejtést.

### A probléma
Sokan a topológia legnevezetesebb problémájának tekintik az Henri Poincaré által 1904-ben kimondott Poincaré-sejtést. Egyszerűen úgy foglalható össze, hogy ha egy háromdimenziós zárt sokaság a háromdimenziós gömbfelületre hasonlít annyiban, hogy minden hurok pontra húzható össze, akkor azonos is a háromdimenziós gömbfelülettel ({\displaystyle S^{3}}-ról, tehát a négydimenziós térben elhelyezkedő egységgömb háromdimenziós felületéről van szó). A magasabb dimenziós eseteket sikerült tisztázni ebből a szempontból, viszont a három dimenzió esete hosszú ideig ellenállt, pongyola kifejezéssel azért, mert kevés a hely ahhoz, hogy a problémás tartományokat elmozgassuk.
2000-ben a Clay Matematikai Intézet kijelölte a Millenniumi problémákat – e hét probléma egyike lett a Poincaré-sejtés.

### Perelman bizonyítása
2002 novemberében, Perelman elkezdte felrakni az arXiv-ra eprintek egy sorozatát, melyekben vázolta a geometrizációs sejtés bizonyítását. Perelman módosította a Richard Hamilton által felvázolt programot, amiben a központi fogalom a Ricci-folyam. Hamilton fő gondolata egy „dinamikai eljárás” létrehozása, ami az adott három-sokaságot fokozatosan eltorzítja, a torzítást a hővezetés egyenletéhez hasonló differenciálegyenletek írják le. A hővezetés egyenlete skalármennyiségek, mint a hőmérséklet viselkedését írja le, jellegzetessége, hogy ha egy helyen magasabb a hőmérséklet, mint a környezetében, akkor a magasabb hőmérséklet szétárad, amíg el nem ér egy állandó értéket. Hasonlóan a Ricci-folyam egy tenzor mennyiség, a Ricci-görbület viselkedését írja le. Hamilton ötlete az volt, hogy a Ricci-folyam segítségével a görbület nagy koncentrációi kisimíthatók és így a sokaság átvihető a gömbfelszínbe. Így egy bizonyos „normálforma” érhető el. William Thurston szerint a normálforma csak kisszámú lehetőséget vehet fel.
Hamilton programja ígéretes volt, de nem látszott, hogyan tünteti el a szingularitásokat. Perelman eprintjei vázolták ennek módját. Ehhez a szokásos Ricci-folyam technikák egy módosítását, a „Ricci-folyam műtéttel” eljárást használta.

### Ellenőrzés
2003-tól Perelman programja felkeltette a matematikusvilág érdeklődését. 2003 áprilisában elfogadott egy meghívást a Massachusetts Institute of Technology, a Princetoni Egyetem, a State University of New York at Stony Brook, a Columbia Egyetem és a Harvard Egyetem meglátogatására, ahol előadássorozatokban számolt be munkájáról. Oroszországba való visszatérése után fokozatosan abbahagyta az elektronikus levelezést.
2006. május 25-én, Bruce Kleiner és John Lott (mindketten a Michigani Egyetem kutatói), feltettek egy eprintet az arXiv-ra, ami részletesen kidolgozta Perelman bizonyítását a geometrizációs sejtésre.
2006 júniusában, az Asian Journal of Mathematics-ban megjelent Xi-Ping Zhu (Szun Jat-szen Egyetem, Kína) és Huai-Dong Cao (Lehigh Egyetem, Pennsylvania, USA) cikke, ami szintén a geometrizációs sejtés és a Poincaré-sejtés teljes bizonyítását ígéri.
Shing-Tung Yau, aki maga is Fields-érmes, úgy kommentálta ezt, hogy ez a cikk „az utolsó simításokat jelenti a Poincaré-sejtés teljes bizonyításán”. Zhu és Cao hozzájárulásának mértéke, valamint Yau beavatkozásának etikája heves vita tárgya. Yau egyrészt az Asian Journal of Mathematics főszerkesztője, másrészt Cao doktori témavezetője.
Többek véleménye szerint Yau súlyt fektetett arra, hogy valamilyen formában köze legyen a sejtés bizonyításához és nagy nyomást fejtett ki a folyóirat szerkesztőire, hogy kivételesen rövid idő alatt fogadják el a cikket. Dan Stroock, az MIT matematikusa szerint: „kissé hitvány dolog hogy [Yau] ennyire erőlteti, hogy valami köze legyen a dologhoz”.
2006 júliusában John Morgan (Columbia Egyetem) és Gang Tian (Princetoni Egyetem) szintén feltett az arXiv-ra egy „Ricci Flow and the Poincaré Conjecture” című cikket. Ebben, állításuk szerint a „Poincaré-sejtés részletes bizonyítása” található. Morgan erről előadást is tartott a madridi kongresszuson.

## A Fields-érem és a Millennium-díj
2006 májusában egy kilenc matematikusból álló bizottság megszavazta Perelmannak a Fields-érmet. Sir John M. Ball, a Nemzetközi Matematikai Unió elnöke, 2006 júniusában meglátogatta Perelmant Szentpétervárott és megpróbálta rábeszélni a díj elfogadására. Két nap alatt összesen tíz órát vitatkoztak, majd Ball feladta. Két héttel később Perelman így foglalta össze beszélgetésüket:

 – Azt mondta: „három lehetőség van: elfogadom és elmegyek, elfogadom és nem megyek, nem fogadom el. Kezdettől fogva a harmadik lehetőség mellett voltam.”

 – „A díj teljesen irreleváns számomra” – folytatta. – „Ha a bizonyítás jó, nincs szükség külön elismerésre.”
2006. augusztus 22-én a Nemzetközi Matematikai Kongresszuson, Madridban bejelentették, hogy Perelman kapta az egyik Fields-érmet, „geometriai eredményeiért és a Ricci-folyam analitikus és geometriai struktúrájában elért fontos felfedezéseiért”. Nem vett részt az ünnepségen és nem fogadta el a díjat.
Korábban már visszautasította az Európai Matematikai Társaság díját, állítólag azzal az indokkal, hogy a bírálóbizottság nem alkalmas az eredményei megítélésére, így egy pozitív döntés sem fogadható el.
Perelman jogosult a Millennium-díjra is. Noha nem adta le lektorált cikkeket közlő matematikai folyóiratba, miként azt a díj szabályai expliciten megkövetelik, a matematikai közösség úgy érzi, hogy a publikációs szabálynak eleget tett azzal, hogy az internetre feltette bizonyításait, és az időközbeni ellenőrzések is megfelelnek a lektorálásnak. A díjat gondozó Clay Matematikai Intézet kijelentette, hogy fontolgatják az előírások e célból történő megváltoztatását. Perelman kijelentette, hogy nem nyilatkozik arról, elfogadja-e a díjat addig, amíg fel nem ajánlják azt.
A Millennium-díjat 2010. március 18-án hivatalosan felajánlották Perelmannak Az angol Daily Mail napilap 2010. március 23-án nyilvánosságra hozta, hogy a díjat Perelman elutasította. Mindezt annak ellenére, hogy Perelman a nyilvánosság elkerülése végett már négy éve anyjával egy kis szegényesen bútorozott szentpétervári lakásban él.